# Luciobarbus graellsii

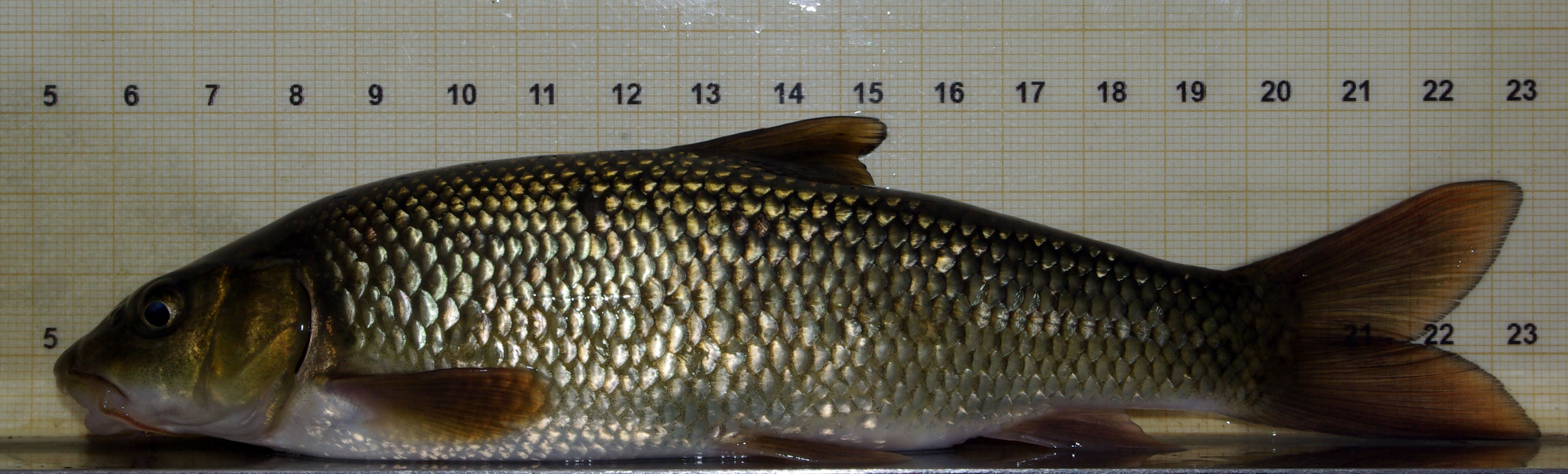

El barbo de Graells (Luciobarbus graellsii) es una especie de pez de la familia Cyprinidae. Es una especie endémica del noreste de la península ibérica, apareciendo en las cuencas del Ebro y del Ter, en la vertiente mediterránea y también en el Asón, en la vertiente atlántica. Hacia 1998, fue introducido en algunos ríos de la Toscana (Italia) y se ha establecido en las cuencas del Albegna, Fiora y Ombrone.
L. graellsii es omnívoro, se alimenta de grandes invertebrados acuáticos y algas. La freza tiene lugar entre finales de la primavera y mediados de verano (entre mayo y agosto). Migran aguas arriba hasta las zonas de desove, que se encuentran en aguas más rápidas y frías, con fondo de grava y rocas. Esta especie alcanza la madurez sexual a los 4 años de edad, con una longitud media de 15 a 20 cm. Es una especie longeva, pudiendo alcanzar los 16 años de vida. Abundante en su área de distribución, el barbo de Graells no está considerado una especie en peligro por la UICN.